# Harmanecká tisina

Poloha NPR v rámci pohoří Velké Fatry

Harmanecká tisina je národní přírodní rezervace ve Velké Fatře na Slovensku.
Nachází se v horní části Harmanecké doliny, která patří do Národního parku Velká Fatra. Vyhlášena byla v roce 1949 a novelizovaná úpravou MK SSR č. 1554/1983-32 z 31. března 1983. Výměra památky s 5. stupněm ochrany je 20,04 ha.

## Předmět ochrany
Předmětem přísné ochrany se stal zachovalý karpatský les v různých vývojových stádiích s výskytem terciérních reliktů – tisu červeného, jakož i krasové formy georeliéfu.

### Geologie
Území rezervace tvoří silně akcentovaný reliéf se sklonem terénu 50–100%. Při severovýchodním okraji těsně nad Harmaneckým potokem se zdvihají kolmé stěny bradla do výšky 30-60 m. Menší bradla se nachází na celém území rezervace. Nejnižší místo je v jihovýchodním cípu (660 m n. m.), nejvyšší místo je na západním okraji u státní silnice č.14 (Banská Bystrica - Martin (845 m n. m.).

### Morfologie
Území je tvořeno uhličitanovými horninami, dolomity a vápenci, které tektonicky patří k sérii štureckého příkrovu. Dolomity jsou šedé barvy, hruběhlavicované a s charakteristickým ostrohranným rozpadem. Vápence jsou tmavě šedé, s častým výrazným žilkováním. Rozdílnost hornin ovlivnila i charakter území, kdy horní části území rezervace tvořené převážně dolomity mají jen menší odkryvy. Polohy vápenců podmínily vznik skalních stěn a žeber.

### Půda
Průměrné roční srážky se pohybují od 900 do 1050 mm a charakterizují toto území jako prehumidní. Z původních typů jsou tu vyvinuté rendzinové lesní půdy těchto typů: sutinová rendzina, protorendzina, typická rendzina a vylouhovaná rendzina. Z lesních společenstev jsou tu vyvinuté lesní typy 4. až 6. vegetačního stupně, extrémní vápencové bučiny, vápenco-jedlové bučiny a bukové javořiny.

### Flóra a flóra
Z rostlin jsou tu dominantní zastoupené druhy bukového stupně kyčelnice cibulkonosná (Dentaria bulbifera), šťavel kyselý (Oxalis acetosella), bažanka vytrvalá(Mercurialis perennis), měsíčnice vytrvalá (Lunaria rediviva). Území rezervace tvoří biotop velmi chráněných druhů hmyzu, ptáků a je součástí biotopu velkých šelem medvědamedvěda a rysa.
Území rezervace tvoří zachovalé porosty karpatského smíšeného lesa, s věkovým rozpětím 30–120 let. Některé exempláře jedle a buku přesahují věk 250 let. Důvodem ochrany je tis červený (Taxus baccata), jako třetihorní relikt. Tis nejvíc poškozuje jelení zvěř okusem kůry a spásáním přirozeného zmlazení.

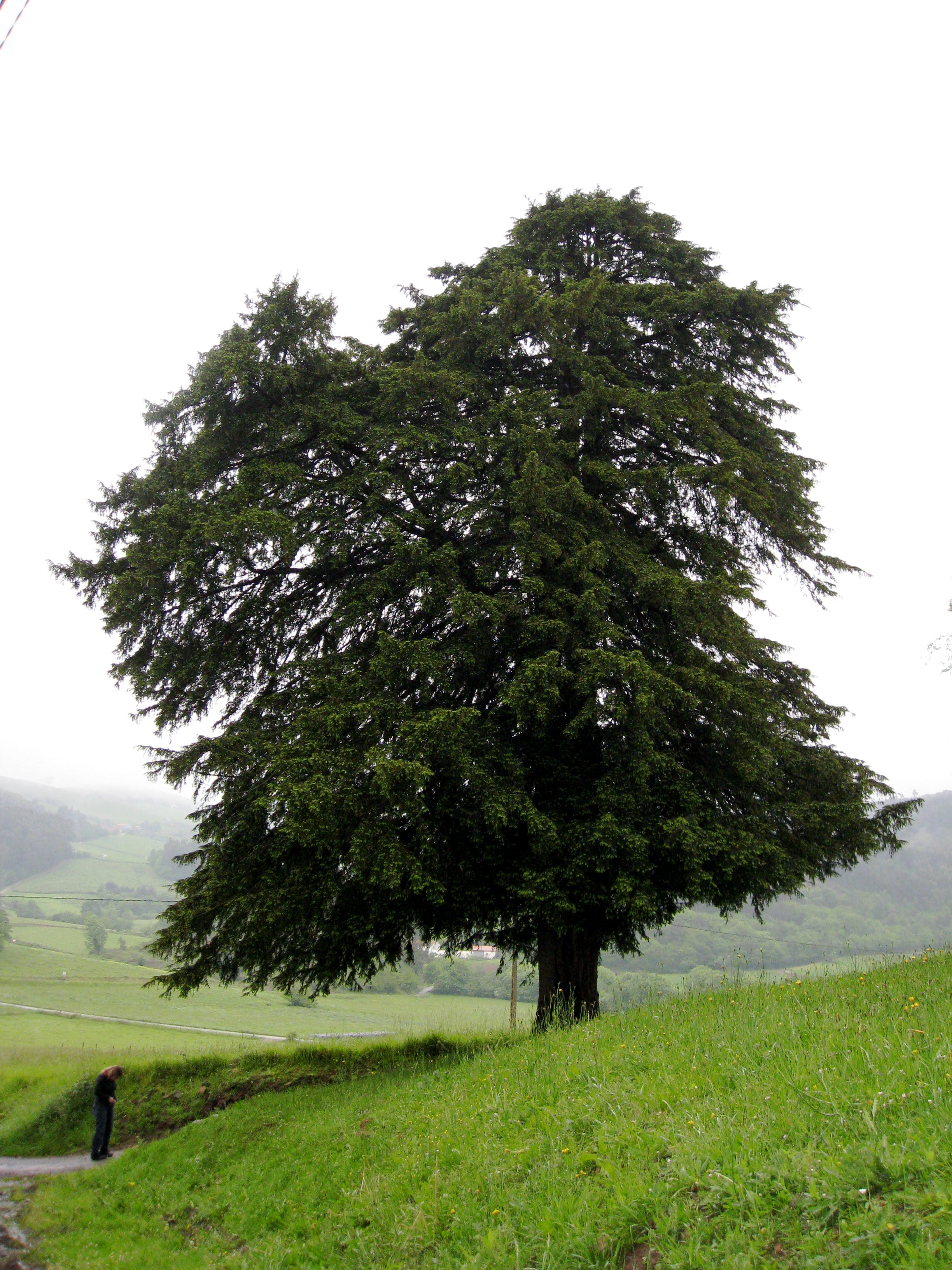
tis červený
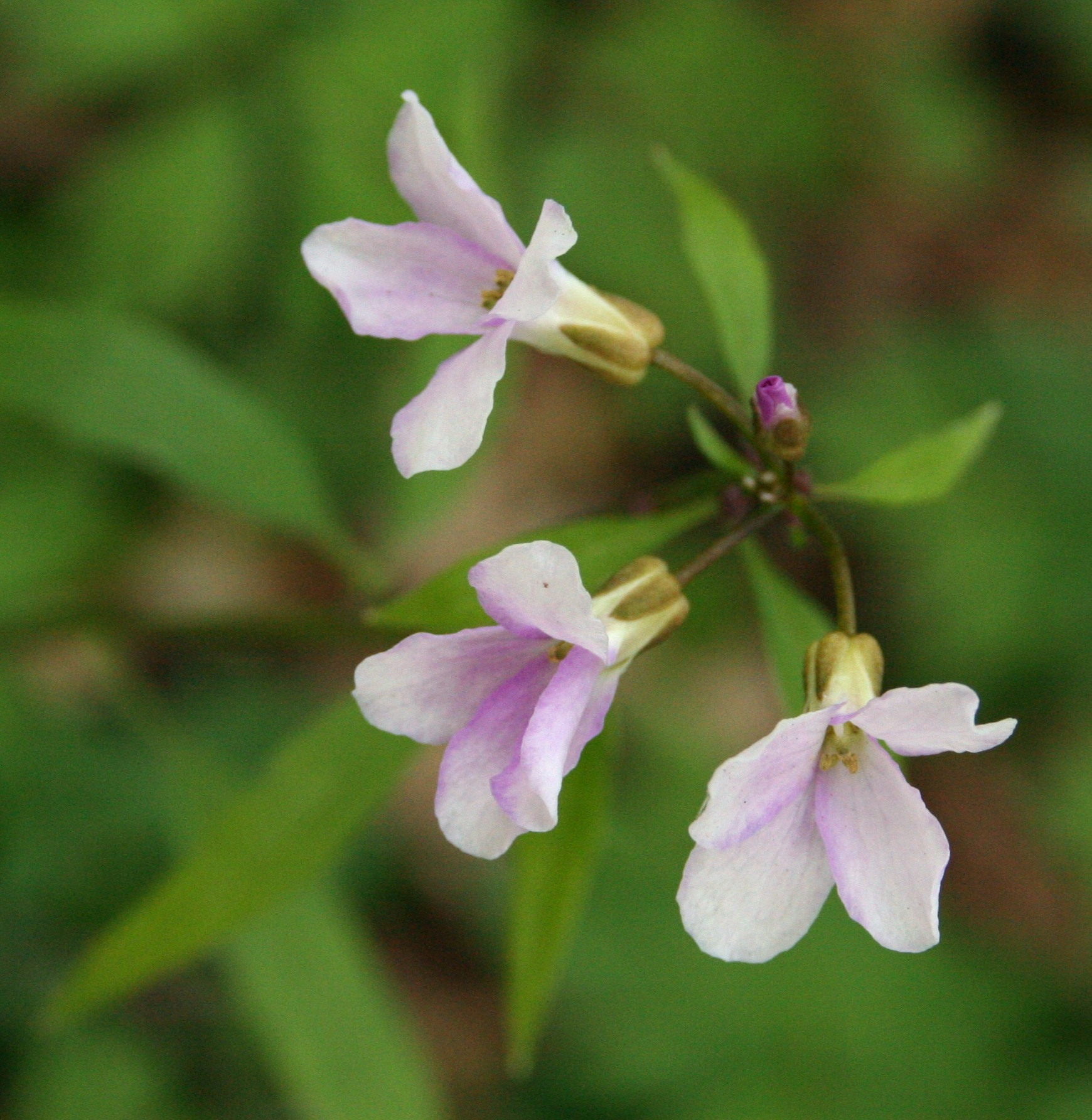
kyčelnice cibulkonosná
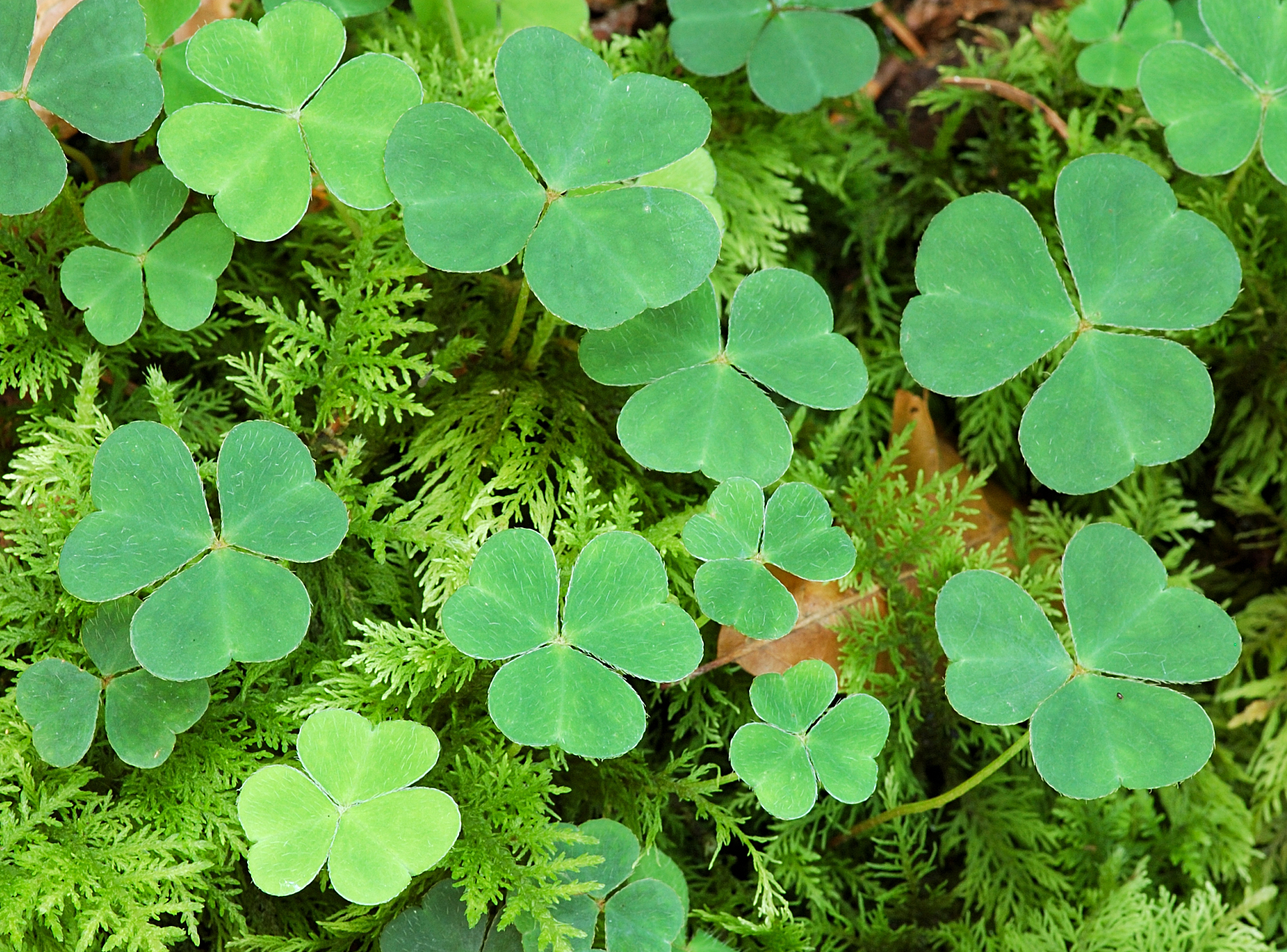
šťavel kyselý
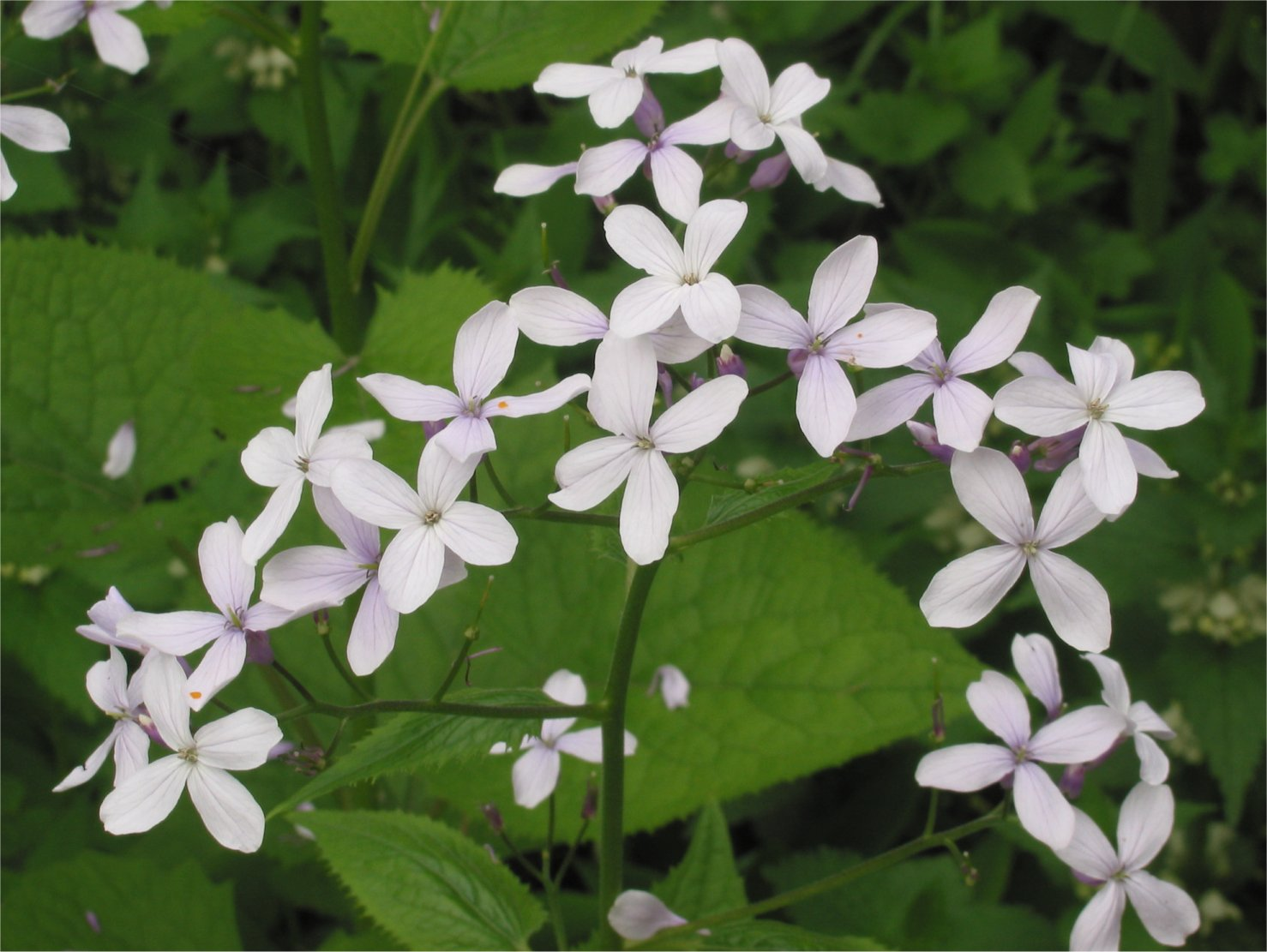
měsíčnice vytrvalá

## Přístupnost
Po  zelené turistické značené trase č. 5435 nebo po  žluté turistické značené trase č. 8436 z parkoviště v Horném Harmanci, nebo státní silnicí č.14.